# Berliet T100
Le Berliet T100 est un modèle de camion spécialisé fabriqué par Berliet pour l'exploitation du pétrole au Sahara algérien. 
En octobre 1957, le T100 de 100 tonnes et 700 ch est exposé au Salon de l'automobile de Paris.
Les T100, construits à quatre exemplaires, sont les plus grands camions du monde produits à l'époque.

## Le contexte
Conçu pour la recherche de gisements d'hydrocarbures, le Berliet T100, lancé en 1957, n'a jamais connu le succès commercial escompté.
À partir de 1954, des gisements d'hydrocarbures sont découverts dans le Sahara algérien. Invité par le directeur de Shell à se rendre à El-Goléa (aujourd'hui El Menia) en fin d'année 1956, Paul Berliet « constate que les véhicules dont dispose la compagnie ne conviennent pas. Le directeur de Shell demande de lui proposer des matériels qui pourraient l'aider dans la prospection et l'exploitation. Transporté en avion de Timimoun jusqu'à leur base dans le Grand Erg occidental, Paul Berliet découvre les barkhanes, grandes dunes en forme de croissant, et les gigantesques travaux de voirie nécessaires à leur franchissement par les semi-remorques qui transportent le matériel de prospection pétrolière ».
Paul Berliet continue : « Quand j'ai vu les problèmes posés par les dunes au Sahara, j'ai décidé de faire le T100. Enfin on montrait ce que l'on savait faire : le plus gros camion du monde ! J'ai confié à André Billiez l'élaboration d'un engin capable de porter la charge de 50 tonnes dans les dunes sans qu'il soit nécessaire d'aménager une voie extrêmement onéreuse. J'ai pris les plus gros pneumatiques disponibles à l'époque, choisi le moteur Cummins qui présentait le meilleur compromis entre puissance, légèreté et performances dans la gamme de puissance visée. Les 600 ch du premier moteur étaient insuffisants, et nous sommes passés à 700 ch mais une puissance de 1 000 ch aurait été souhaitable ».
Le T100 n°1 a été présenté au Salon de l'automobile de Paris en octobre 1957 et le n°2 a été envoyé au Sahara, rejoint en décembre 1957 par le n° 1. Les deux T100 présents en Algérie sont restés dans le Gassitouil mais n'ont pas été utilisés très longtemps car très vite des gisements de gaz facilement accessibles ont été découverts par les Algériens qui se sont désintéressés du Grand Erg occidental. Pour étendre leurs recherches pétrolières après l'indépendance, les Algériens ont acquis du matériel américain.
Le T100 n°3 était un véhicule 6x4 équipé d'une benne Marel pour une utilisation dans les mines d'uranium du Limousin. Il restera un exemplaire unique car très rapidement, il s'est avéré inadapté à une utilisation en carrière du fait d'une usure excessive des pneumatiques du tandem arrière. Un seul constructeur tentera une expérience similaire (configuration 6×4) pour un tombereau minier, Terex avec son 33-19 Titan, en 1973, sans plus de succès.
Le T100 n°4 a été conçu pour le marché américain. Paul Berliet raconte : « Pour conquérir l'Amérique, il faut ce qu'il faut. J'ai engagé un styliste américain pour dessiner un camion qui ait de la gueule ! Hélas ce fut un cuisant échec. Comme ce sont les Américains les principaux exploitants du pétrole dans le monde, j'avais besoin de leur vendre mes camions. Avec un design américain, un moteur et une boîte de vitesses américains également, je me disais que nous avions mis toutes les chances de notre coté ». Malgré un bon accueil lors de sa présentation à la foire de Tulsa, le service commercial Berliet n'a jamais été sollicité pour des informations ni reçu aucune commande.
Paul Berliet a fait détruire les T100 n°3 et n°4 en 1978 et obtient des Algériens de récupérer le n°2, actuellement en dépôt dans l'Ain à la Fondation de l'Automobile Marius-Berliet alors que le n°1 est resté en Algérie.
Après l'aventure T100, Berliet veut produire des véhicules spéciaux. Pendant 15 ans, Berliet proposera des dumpers, à 2 essieux cette fois. La gamme T18 à 65, des châssis porte-grue "PG" et autres engins qui se heurteront à une concurrence féroce. Second échec cuisant pour le constructeur qui arrêtera définitivement toutes les études et fabrications autres que les véhicules civils et militaires traditionnels dès 1970/71[réf. nécessaire].

## Les T100no1etno2

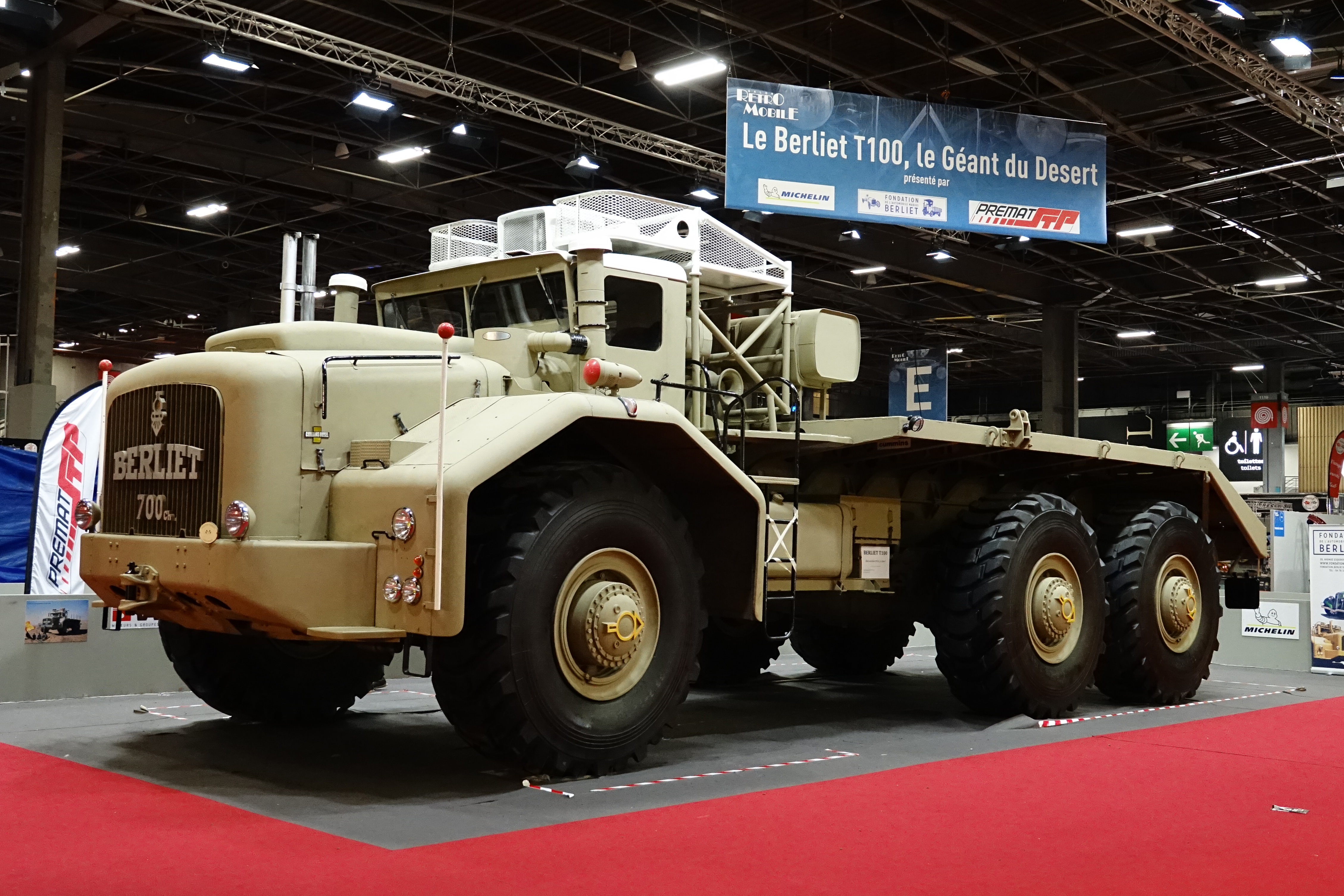
Berliet T100 à Rétromobile 2019

### Motorisation
- P.T.C. : 101 tonnes en porteur[1].
- Cabine équipée de 4 places.
- Moteur diesel 12 cylindres en V Cummins VT12 de 29,61 litres.
- Deux turbocompresseurs.
- Puissance : de 600 puis 700 ch avec un capot à bossage.

### Transmission

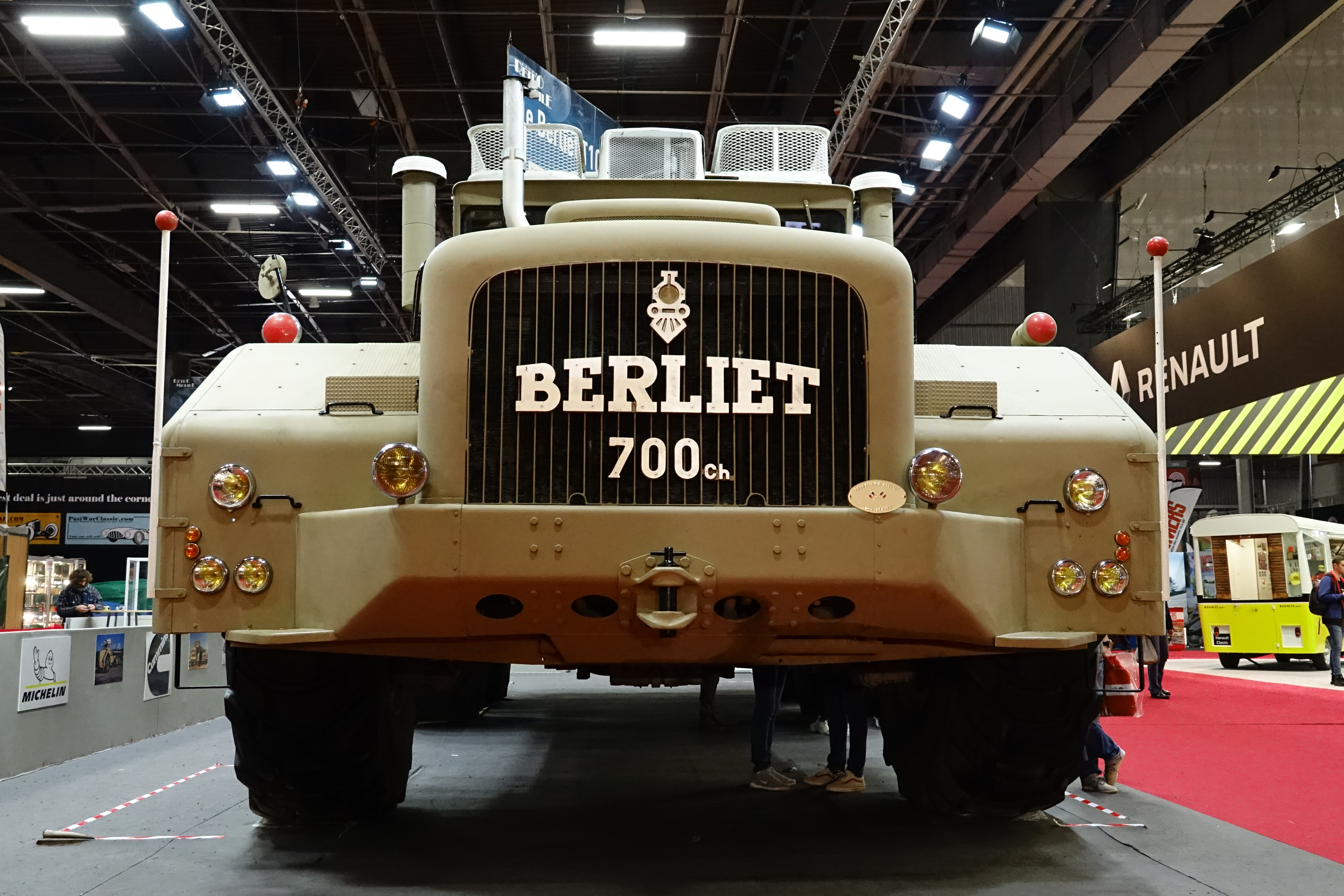
Berliet T100 à Rétromobile 2019

- Clark semi-automatique à 4 rapports avant et 4 arrière[5].
- Configuration : 6x4 et 6x6.
- Un blocage du différentiel central (ou interpont), un blocage du différentiel du pont avant, et un blocage du différentiel du deuxième pont arrière.

### Direction
La direction est assistée par un petit moteur de voiture Panhard (pour faciliter le remorquage lorsque le moteur principal n'est pas en fonction) avec un rayon de braquage de 13,20 m.

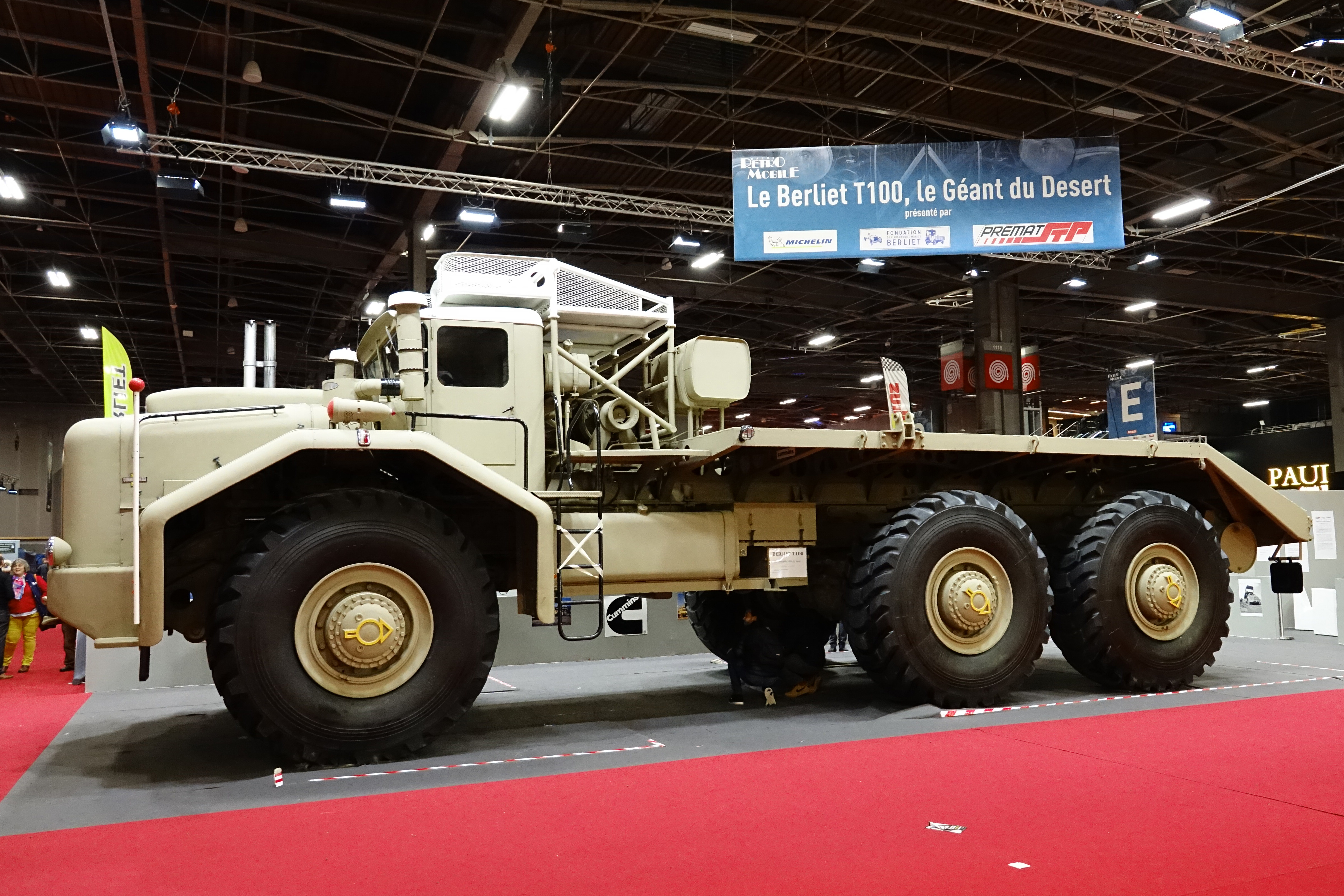
Berliet T100 à Rétromobile 2019

### Suspensions
- Avant : par ressort à lames avec amortisseurs hydrauliques Messier.

- Arrière : par ressort à lames avec barres de torsion stabilisatrices.

### Freinage
Freins à disques Messier de type aviation sur les six roues.

### Divers

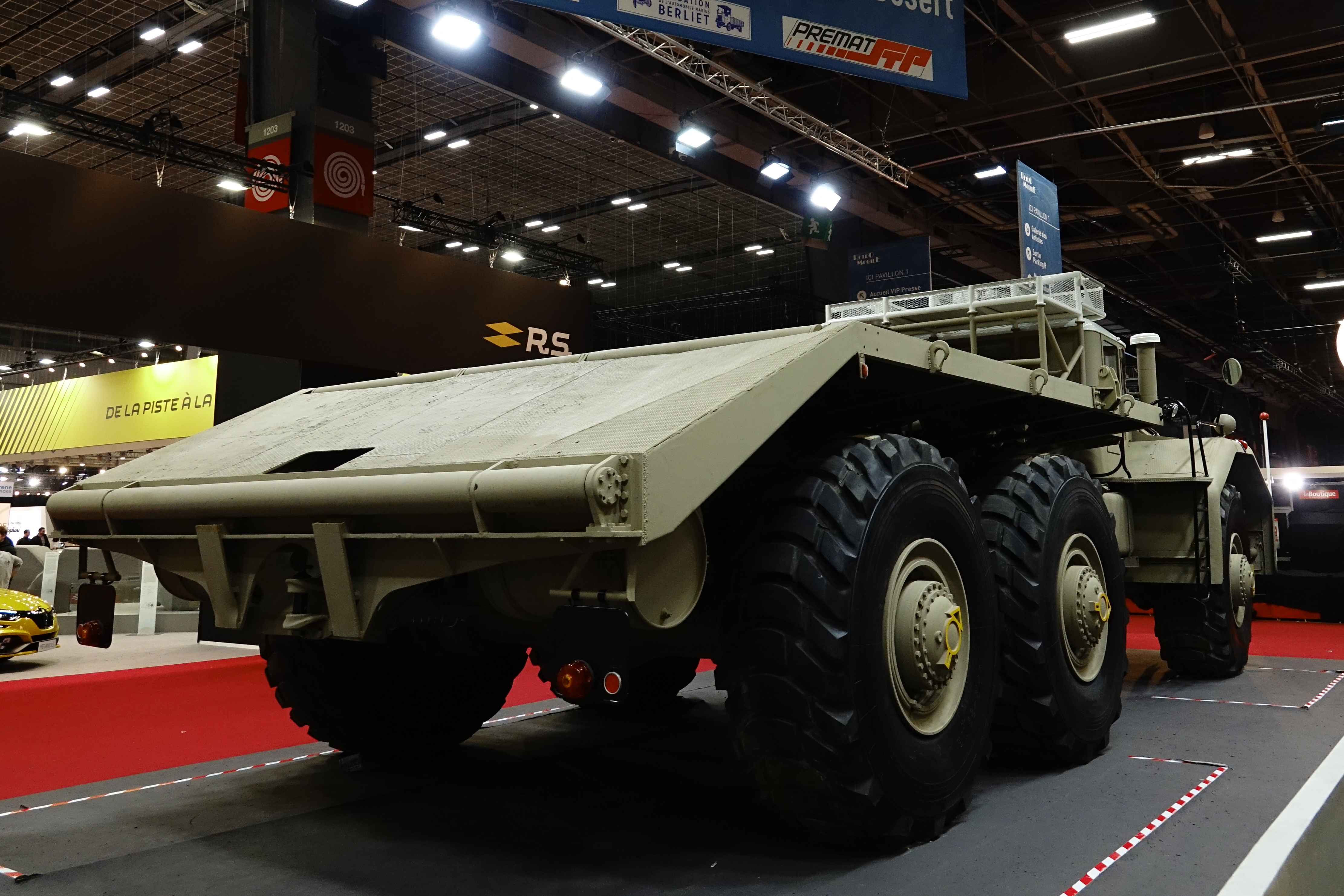
Berliet T100 à Rétromobile 2019

- Deux réservoirs de carburant de 950 litres[1].
- Pneumatiques Michelin 37.5x33R de 1 m par 2,20 m d'un poids de 1T chacun . La roue de secours était portée par sa gazelle d'accompagnement munie d'une grue pour le changement de roue.

- Dimensions : longueur : 13,32 m ; largeur : 4,96 m ; hauteur : 4,43 m
- Vitesse maximale : 45 km/h.

Le T100 no 2 a été construit un an après le no 1. De couleur sable, le T100 no 1 a été peint momentanément en rouge puis en blanc.

## Le T100no3
Fabriqué en 1959, le T100 no 3 est un tombereau 6x4 de 155 tonnes de PTC avec une benne Marrel de 50 m³.
Il a été utilisé dans une mine d'uranium à ciel ouvert à Bessines-sur-Gartempe en Haute-Vienne pour le CEA et a été détruit en 1978.

## Le T100no4
Le porteur de 102 tonnes de P.T.C. T100 no 4 Tulsa de 1959 est doté d'une cabine avancée de 5 places avec une couchette intégrée d'une largeur de 4,80 m, de six essuie-glaces sur un pare-brise en 3 parties, d'une transmission à 2x4 rapports avant et 2x4 arrière, d'un treuil Garwood derrière la cabine. 
Les dimensions sont de 12,662 m de long, de 3,98 m de haut pour un empattement de 5,05 m en configuration 6x6. Il existait la possibilité d'une version de tracteur 190 tonnes de P.T.R.
Ce camion est équipé du même moteur que les autres T100. Ensuite, la marque essaye une turbine Turboméca Turmo III C d'hélicoptère développant 1 000 ch à 2 400 tr/min. La consommation étant excessive, le projet est abandonné.
Le véhicule sera détruit en 1964.

## GPO et GXO
En même temps que les T100, durant les années 1957 à 1960, Berliet réalise 45 exemplaires du modèle GBO15P 6x6 destinés aux travaux pétroliers en zone désertique. Malgré l'échec cuisant des T100, Berliet tente à nouveau sa chance dans ce domaine particulier en proposant, en 1968, le GPO71P offrant un PTR de 80 tonnes. Il lance ensuite, en 1970, le GXO, d'allure voisine, mais plus imposant, offrant un PTR de 120 tonnes sur piste et pouvant atteindre 280 tonnes en convoi exceptionnel sur route. Seulement 5 GPO71P seront fabriqués et le GXO restera un prototype unique. Comme le T100, les GPO et GXO doivent faire face à une concurrence bénéficiant d'une meilleure expérience.

## Les T100 aujourd'hui
Aujourd'hui, le T100 no 1 est exposé dans un parc fermé à Hassi Messaoud en Algérie et le T100 no 2 restauré est en possession de la Fondation Marius Berliet.

### Vidéo
[vidéo] araneovideo, « De Lyon à Paris avec le plus grand camion du monde (DB01016) », sur YouTube, 3 mai 2012 (consulté le 8 août 2022)